# Leptotarsus (Leptotipula) limnophiloides
Leptotarsus (Leptotipula) limnophiloides is een tweevleugelige uit de familie langpootmuggen (Tipulidae). De soort komt voor in het Afrotropisch gebied.